# Matyski
Matyski (deutsch Steinhof (bei Angerburg)) ist eine kleine Ortschaft in der polnischen Woiwodschaft Ermland-Masuren, die zur Stadt- und Landgemeinde Węgorzewo (Angerburg) im Powiat Węgorzewski (Kreis Angerburg) gehört.

## Geographische Lage
Matyski liegt nördlich vom Groß Strengelner See (polnisch Jezioro Stręgiel) im Nordosten der Woiwodschaft Ermland-Masuren. Bis zur Kreisstadt Węgorzewo (Angerburg) sind es sieben Kilometer in westlicher Richtung.

## Geschichte
Der bis 1863 Abbau Matiszig genannte Ort wurde seit 1844 erwähnt. Der Gutsort war bis 1945 ein Wohnplatz in der Landgemeinde Stręgiel (Groß Strengeln) im gleichnamigen Amtsbezirk, der zum Kreis Angerburg im Regierungsbezirk Gumbinnen der preußischen Provinz Ostpreußen.

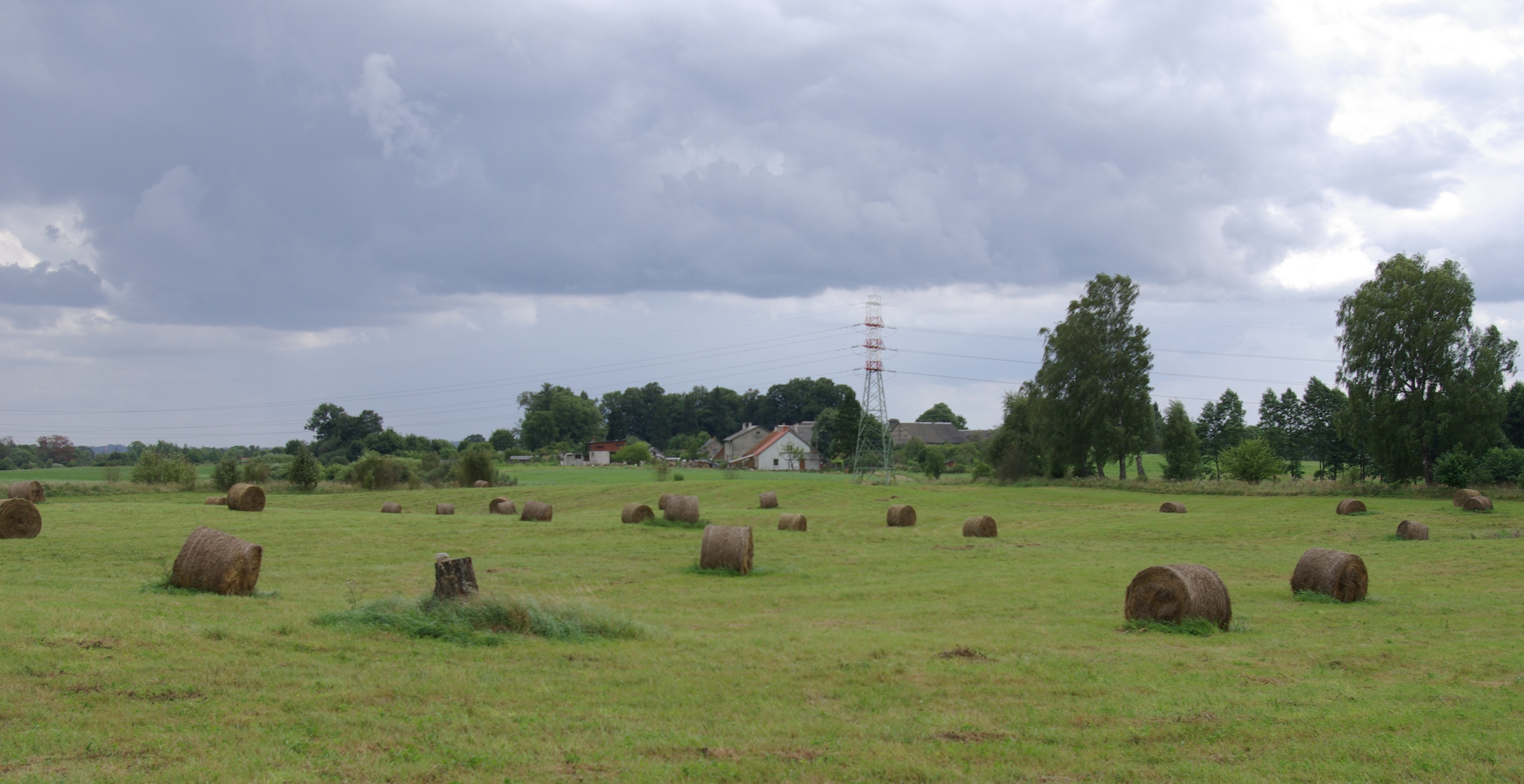
Blick auf Matyski

In Kriegsfolge kam Steinhof 1945 mit dem gesamten südlichen Ostpreußen zu Polen und heißt seither „Matyski“. Heute ist die kleine Siedlung eine Ortschaft im Verbund der Stadt- und Landgemeinde Węgorzewo im Powiat Węgorzewski, vor 1998 der Woiwodschaft Suwałki, seither der Woiwodschaft Ermland-Masuren zugehörig.

## Religionen
Kirchlich war Steinhof bis 1945 nach Angerburg (polnisch Węgorzewo) ausgerichtet: zur evangelischen Angerburger Pfarrkirche im Kirchenkreis Angerburg in der Kirchenprovinz Ostpreußen der Kirche der Altpreußischen Union bzw. zur dortigen katholischen Kirche Zum Guten Hirten im Dekanat Masuren II (Sitz: Johannisburg (polnisch Pisz)) im damaligen Bistum Ermland.
Heute gehört die katholische Bevölkerung von Matyski zur Pfarrei in Kuty (deutsch Kutten) im Dekanat Węgorzewo im jetzigen Bistum Ełk der Römisch-katholischen Kirche in Polen. Die evangelischen Kirchenglieder sind nach Węgorzewo hin orientiert, einer Filialgemeinde von Giżycko (Lötzen) in der Diözese Masuren der Evangelisch-Augsburgischen Kirche in Polen.

## Verkehr
Matyski liegt ein wenig abseits vom Verkehrsgeschehen und ist von Stręgiel aus über eine Landwegverbindung direkt zu erreichen. 